# Magnus Sommar (Bischof)
Magnus Sommar (auch Magnus Olofsson Sommar; * um 1480 im Bistum Strängnäs; † 1543 im Kloster Krokek) war ein schwedischer katholischer Theologe und Bischof von Strängnäs.

## Leben
Magnus Olofsson Sommar stammte aus der Diözese Strängnäs in Schweden. Über seine frühen Jahre ist kaum etwas bekannt. Erste Spuren hinterließ er durch seine Einschreibung an der Universität Rostock am 28. Juli 1500. Dort genoss er eine gründliche humanistische Ausbildung, die er im Winter 1504 mit dem Erwerb des mag. art. abschloss.
In seine schwedische Heimat zurückgekehrt, bekleidete Sommar ab 1508 das Amt des Kanzlers des Bischofs Mattias von Strängnäs (1501–1520). Im Laufe der Jahre stieg Sommar in der Kirchenhierarchie auf und wurde 1516 Dompropst von Strängnäs. Weitere sechs Jahre später, 1522, wurde er schließlich auf Verlangen des Königs Gustav I. Wasa zum Bischof von Strängnäs gewählt und am 6. Januar 1528, ohne Bestätigung des Papstes, von Bischof Petrus Magni zum Bischof geweiht. Sommar gilt trotz der fehlenden päpstlichen Bestätigung als der letzte katholische Bischof von Strängnäs.
Den Plänen Gustav I. Wasas zur kirchlichen Reformation und der Schaffung einer schwedischen Nationalkirche mit dem König als religiösem Oberhaupt stand Sommar allerdings skeptisch bis ablehnend gegenüber. Auf dem Reichstag von Västerås 1527 erklärte er sich aber zu finanziellen Zugeständnissen bereit. So bot er seinen Verzicht auf die Bischofsburg Tynnelsö an, die der König in der Folge in Besitz nahm. Auf diese Weise konnte Sommar das Vertrauen des Königs weiterhin für sich beanspruchen und sein Bischofsamt behalten.
Im Jahre 1536 wurde Sommar jedoch unter dem Verdacht sich mit der antiköniglichen Opposition verbunden zu haben verhaftet. Sommar verlor sein Bischofsamt und wurde für acht Monate inhaftiert. 
Nach seiner Freilassung verbrachte Sommar seine letzten Lebensjahre im Hausarrest im ehemaligen Franziskanerkloster in Krokek, wo er 1543 starb.